# Toussaint Loua
Pour les articles homonymes, voir Toussaint (homonymie) et Loua.
Toussaint Loua est un statisticien français né en 1824 et décédé en 1907. Il a dirigé la Statistique générale de la France de 1875 à 1887. Sous sa direction, la SGF publie en 1878 le premier Annuaire statistique de la France et c'est aussi sous son mandat que l'on crée en 1885 le Conseil supérieur de statistique.

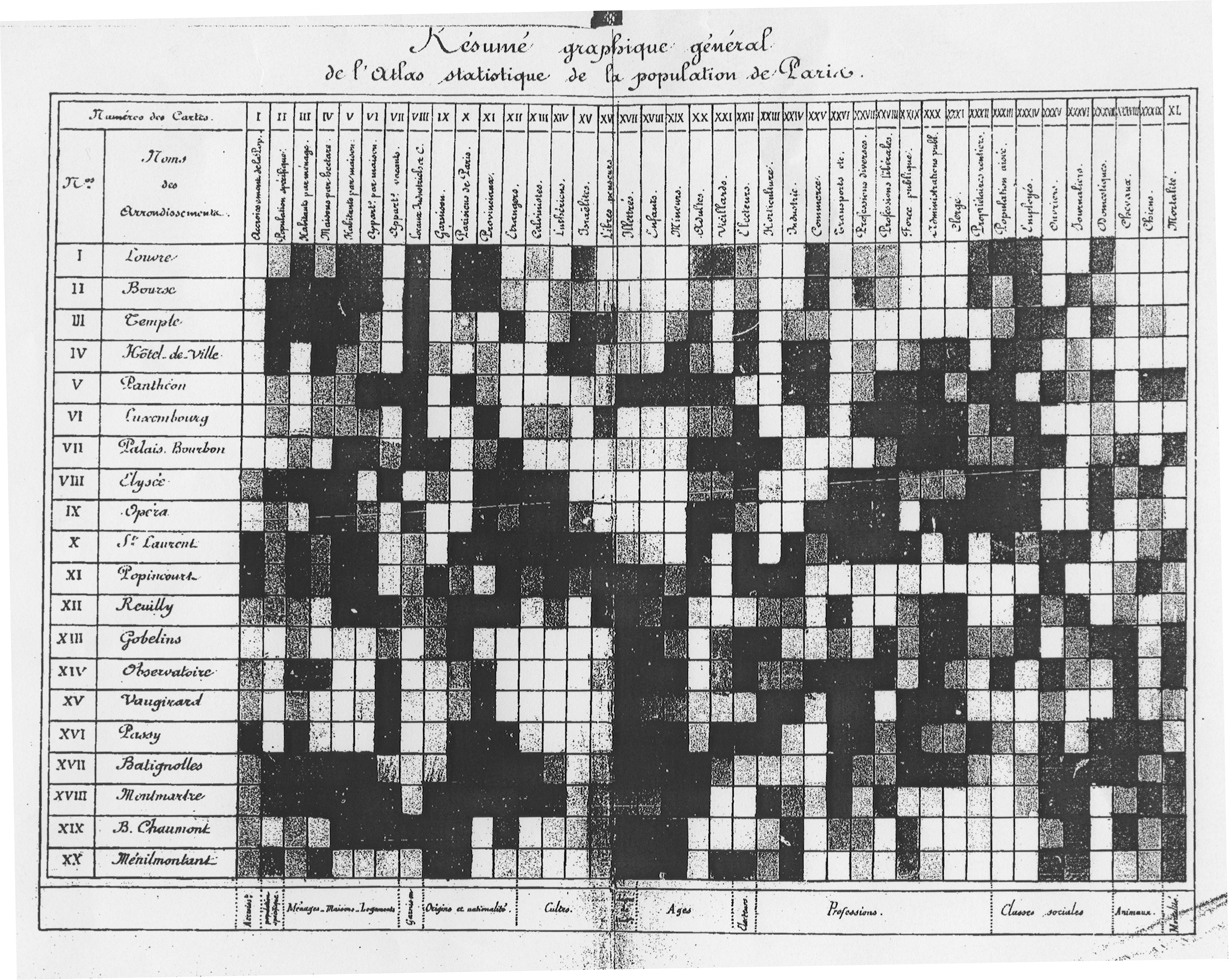
Résumé graphique général de l' Atlas statistique de la population de Paris. Il s'agit de l'une des premières représentation graphique de données sous forme de carte thermique (heatmap).

## Publications
- 1865 : De la mortalité à Paris dans ses rapports, Berger-Levrault (Paris)
- 1865 : Mémoire sur quelques questions de statistique
- 1867 : « De l'influence des disettes sur les mouvements de la population », Journal de la société de statistique de Paris, vol. 8, pages 94-97, url
- 1873 : Atlas statistique de la population de Paris, J. Dejey (Paris), Version digitale
- 1877 : « Les faillites en France depuis 1840 », Journal de la société de statistique de Paris, vol. 18, pages 281-291.
- 1877 : « Le Divorce en Belgique », Journal de la société de statistique de Paris, vol. 18, pages 155-158, url
- 1879 : Les Logements insalubres à Paris, Berger-Levrault (Paris)
- 1885 : Les Déplacements de la population en France, Berger-Levrault (Paris)
- 1886 : « Statistical Review of the Present Position of Italy », Journal of the Statistical Society of London, vol. 49, no 3, septembre 1886, pp. 662-672, Jstor
- 1888 : La France sociale et économique d'après les documents officiels les plus récents, Paris : Berger-Levrault
- 1889 : « À propos de l'exposition universelle de 1889 », Journal de la société de statistique de Paris, vol. 30, pages 325-330, url